# Я не вернусь (фильм)
«Я не вернусь» — российско-казахстанский драматический фильм 2014 года, снятый режиссёром Ильмаром Раагом. Фильм получил специальное упоминание жюри на кинофестивале «Tribeca», а также приз «За профессиональные достижения» на VIII Международном кинофестивале «Зеркало» Андрея Тарковского.

## Сюжет
Аня (Полина Пушкарук) работает аспиранткой, и её хотят арестовать за хранение наркотиков после визита давнего детдомовского друга, и она вынуждена совершить побег от полиции. Поменяв свой облик чтобы быть похожей на бездомного подростка, она попадается полицейским и попадает в приют. Происходит встреча с Кристиной (Виктория Лобачева), двенадцатилетней беспризорницей и проблемной девочкой. Когда Аня убегает из приюта, Кристина следует за ней и говорит ей о том, что хочет поехать вместе с ней в деревню к своей бабушке живущей в Казахстане. По пути Аня постепенно привыкает к Кристине и берет на себя ответственность за девочку.

## В ролях
- Полина Пушкарук — Аня
- Виктория Лобачева — Кристина
- Андрей Астраханцев
- Ольга Белинская
- Галина Мочалова
- Юрий Орлов
- Лайна Сергеева
- Сергей Яценюк
- Татьяна Зыкова